# 黃錦蘭
黃錦蘭，台湾屏東人，低音提琴家、指揮家及音樂教育家。自幼贏得多次全國音樂比賽低音提琴冠軍，是屏東第一位保送師大音樂系的學生，在大學期間參加台北愛樂、台北歌劇樂團、台灣弦樂團等。
2000年在屏東高中專任並成立屏中海洋之聲男聲合唱團，屢獲特優獎項，2010年更成立純粹人聲樂團The Pure，該團已獲兩次國際獎項。身兼雄中及新興高中音樂班兼任講師，高雄市青年交響樂團及仁愛音樂班管弦樂團常任指揮。2018接任台灣新古典愛樂協會理事長。

## 外部連結
- 【人物專訪──黃錦蘭】歸根，深耕屏東的音樂土壤 （页面存档备份，存于）
- 仁愛國小音樂班 培育音樂精英搖籃 （页面存档备份，存于）